# Laurentino Gomes
Laurentino Gomes (Maringá, 1956) è un giornalista, scrittore e editore brasiliano.

## Biografia
Laureato in giornalismo presso l'Università federale dello Stato del Paraná, ha conseguito il diploma di post laurea in Amministrazione presso l'Università di San Paolo ed inoltre ha seguito ulteriori corsi presso l'Università di Cambridge, UK, e quella di Vanderbilt, Stati Uniti.
Durante 30 anni di professione ha lavorato come reporter ed editore per alcuni dei principali organi di comunicazione del Brasile, come il quotidiano 'O Estado de São Paulo' ed il periodico 'Veja'.
In Brasile è molto conosciuto come autore del best seller "1808" nel quale descrive dettagliatamente le vicende del trasferimento a Rio de Janeiro dei monarchi e dell'intera Corte portoghesi causata dall'incombente minaccia d'invasione delle truppe di Napoleone.
Tale evento ebbe importanti conseguenze per il Brasile e in Europa segnò l'inizio del declino delle fortune napoleoniche.
Già direttore di una divisione della casa editrice Abril e responsabile per la pubblicazione di 23 riviste specializzate, nel 2008 la rivista Época lo ha eletto tra le 100 persone più influenti dell'anno per aver essere riuscito a vendere più di mezzo milione di copie del suo libro di storia del Brasile. Vive attualmente a Itu, nello Stato di São Paulo.
La sua seconda opera è stata "1822" la cui presentazione ufficiale avvenne il 7 settembre 2010 presso il Museo del Caffè di Santos (SP), il giorno esatto della Dichiarazione di Indipendenza del Brasile e coincidente con l'88-mo anniversario della costruzione dell'edifício della Borsa Ufficiale del Caffè.
In essa egli descrive il periodo di 13 anni di storia brasiliana che inizia con il ritorno del Re e della Corte portoghese a Lisbona nel 1821 e termina con la morte di D.Pedro I in Portogallo, tre anni dopo l'abdicazione al trono brasiliano in favore del figlio, D.Pedro II.
Esso costituisce la continuazione di "1808" con l'obiettivo di descrivere eventi e personaggi che ebbero un ruolo rilevante nella fondazione del Brasile moderno.
Nel corso del 2013 è stato presentato il terzo volume della Trilogia brasiliana: "1889" nel quale si narrano gli eventi relativi alla proclamazione della Repubblica Federativa del Brasile ed il turbolento periodo successivo nel corso del quale il Paese fu scosso da conflitti interni tra le classi dominanti. Inoltre erano sempre incombenti le imprevedibili reazioni dei numerosi gruppi di ex schiavi, liberi grazie alla Legge Aurea del 1888, ed il perdurante rischio di frammentazione in almeno quattro distinte nazioni lusofone, analogalmente a quanto già avvenuto per i confinanti Stati ispanici.